# 디애나 더빈
디애나 더빈(Deanna Durbin, 1921년 12월 4일 ~ 2013년 4월 17일)은 캐나다의 배우, 가수이다.

## 출연 작품
- 엔터테인먼트 (1974)
- 포 더 러브 오브 메리 (1948)
- 업 인 센트럴 파크 (1948)
- 아윌 비 유어스 (1947)
- 섬씽 인 더 윈드 (1947)
- 비코즈 오브 힘 (1946)
- 기차 위의 여인 (1945)
- 캔트 헬프 싱잉 (1944)
- 크리스마스 휴가 (1944)
- 히스 버틀러스 시스터 (1943)
- 더 어메이징 미시즈 홀리데이 (1943)
- 허스 투 홀드 (1943)
- 나이스 걸 (1941)
- 잇 스타티드 위드 이브 (1941)
- 이츠 어 데이트 (1940)
- 스프링 퍼레이드 (1940)
- 쓰리 스마트 걸 그로우 업 (1939)
- 퍼스트 러브 (1939)
- 매드 어바웃 뮤직 (1938)
- 댓 서튼 에이지 (1938)
- 오케스트라의 소녀 (1937)
- 쓰리 스마트 걸스 (1936)

## 같이 보기
- 아카데미 아역상